# Park w Swoszowicach

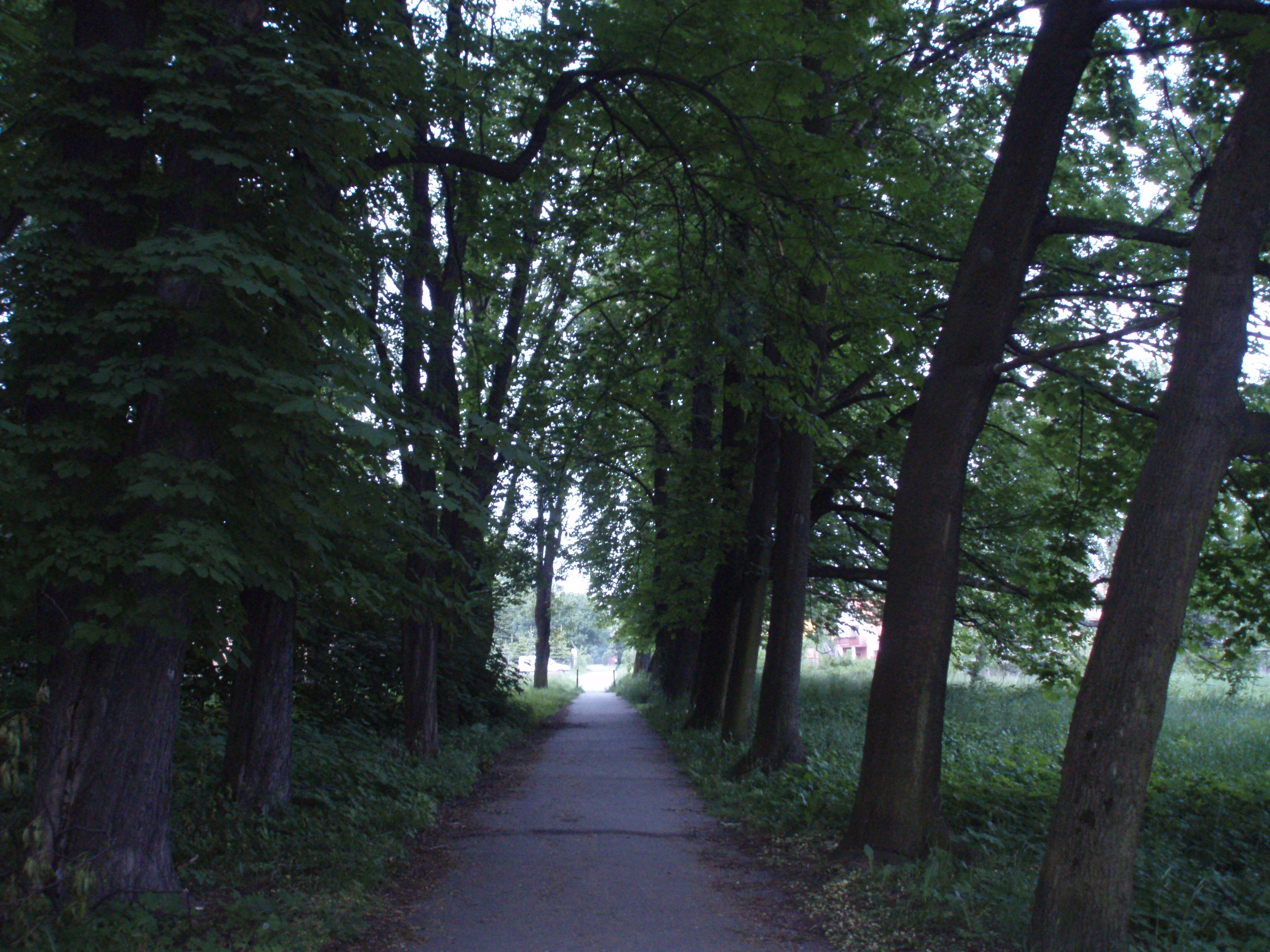

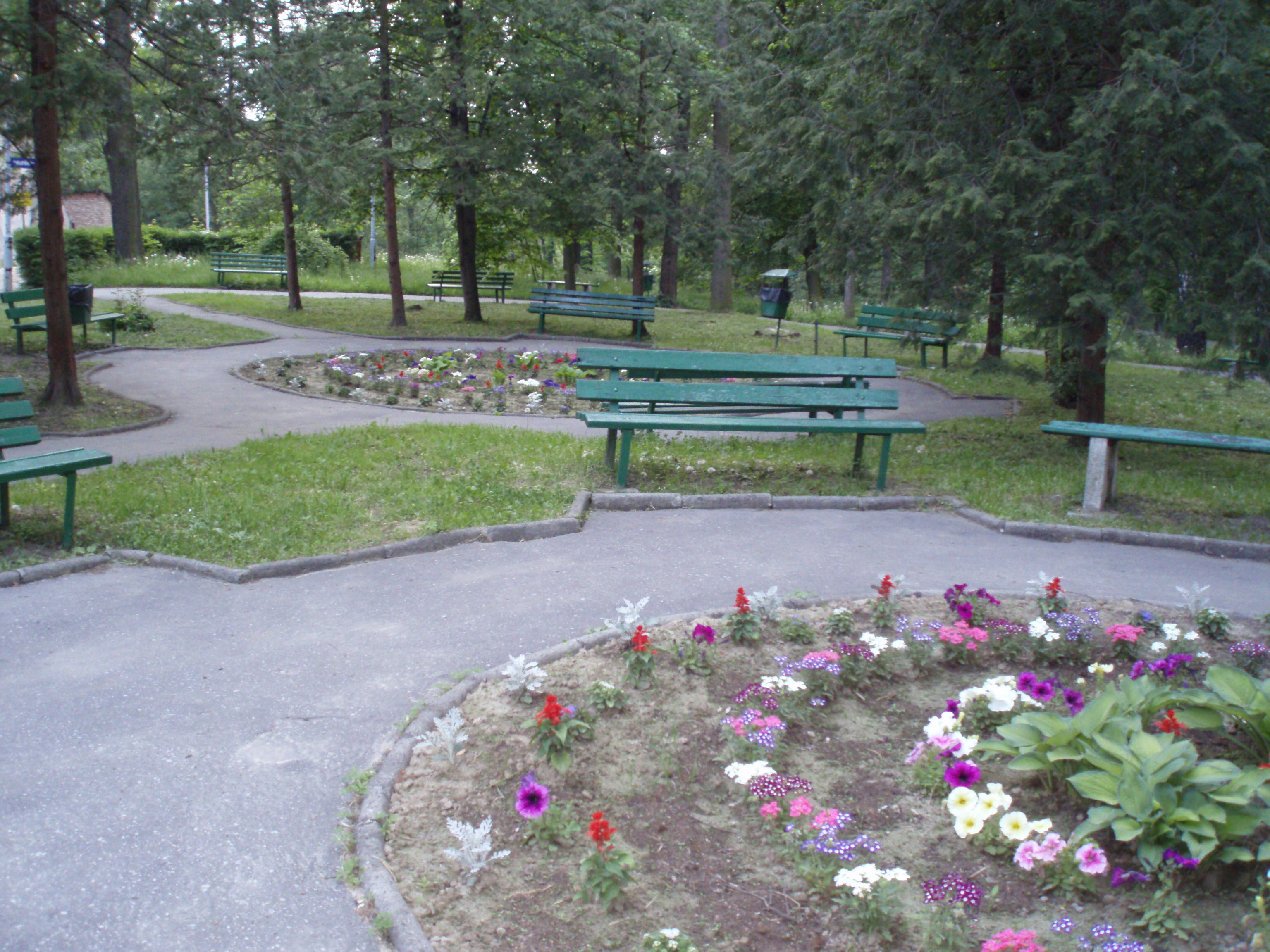

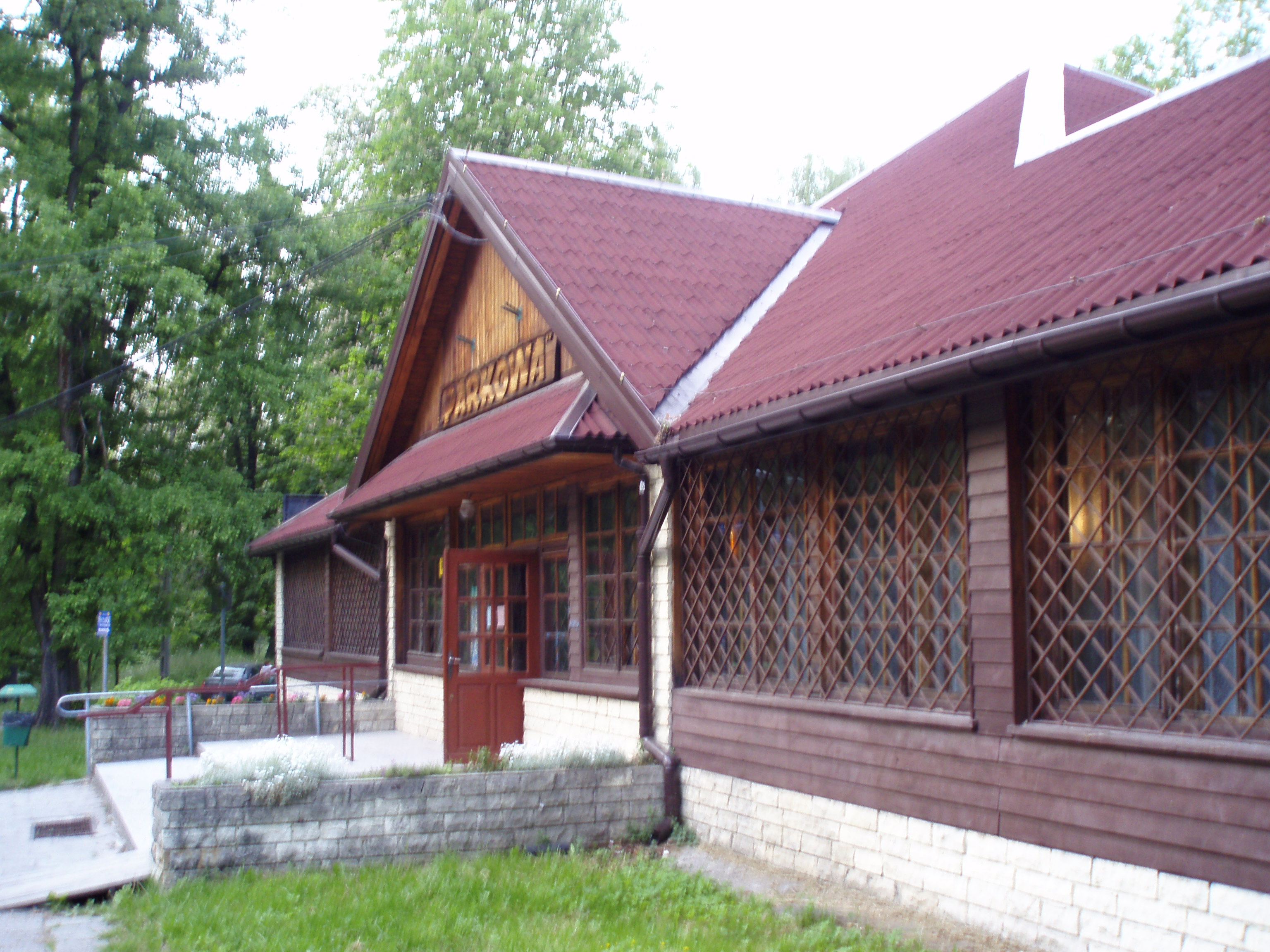

Park w Swoszowicach – park w dzielnicy Krakowa w Swoszowicach między ulicami Kąpielową a Piłkarską. Położony jest w malowniczej okolicy, na pagórkowatym terenie. Powierzchnia parku wynosi ok. 2 ha.

## Fauna i flora
W parku rosną różnorodne gatunki krzewów i drzew (głównie liściastych). Wśród nich są: lipy, brzozy, klony, dęby, buki, piękne kasztanowce oraz pojedyncze okazy sosen. Najwyższe z nich osiągają wysokość 25 m. Park stał się ulubionym miejscem przechadzek nie tylko okolicznych mieszkańców, ale także turystów przyjeżdżających do uzdrowiska. Pełni on funkcje rekreacyjne i ekologiczne. 

## Park dzisiaj
Obecnie na terenie parku znajdują się:
- alejki spacerowe
- ścieżki dla rowerzystów
- górka do jazdy na sankach w zimie
- pomnik przyrody – wiąz górski
- obiekt gastronomiczny
- budynki uzdrowiska w Swoszowicach
- kaplica pod wezwaniem Opatrzności Bożej

Po zmroku jest on oświetlony na całym terenie. Do parku można dojechać autobusami komunikacji miejskiej MPK liniami: 145, 155, 214, 215, 225, 234, 265.